# Finn Gustavsen
Finn Rudolf Gustavsen, född 22 februari 1926 i Drammen, död 20 juli 2005, var en norsk socialistisk politiker.
Han var ledamot av Stortinget 1961-1969 för Sosialistisk folkeparti och 1973-1977 för Sosialistisk valgforbund respektive Sosialistisk venstreparti.